# CNNgo
CNNgo是有线电视新闻网旗下的在线流媒体平台。该网站和对应的流媒体软件要求用户输入他们的TV Everywhere有线电视账户及密码方可收视CNN、CNN国际新闻网络和头条新闻三套节目的实时直播以及CNN的完整节目，但所有的新闻剪辑可免费收视。

## 历史
CNN最初于2014年9月30日宣布他们将开放CNNgo平台。 CNNgo允许用户观看来自CNN官网的有线电视新闻网频道直播、点播节目和短片。这与CNN Pipeline非常相似，该服务允许观众观看CNN直播，用户须在观看直播之前提供有线电视许可，但新闻片段可免费收视。 但与Pipeline不同的是，如果用户是有线电视订户，则无需支付额外费用。另一个区别是仍然不提供付费服务，这意味着如果用户不是有线电视订户，他们将无法观看有线电视新闻网的直播。
CNN随后乘电视频道大举入住Apple TV时亦宣布将把CNNgo引入Apple TV。但部分用户抱怨无法使用与应用程序或网站同等的凭据登录Apple TV频道。